# Cyclops scourfieldi
Cyclops scourfieldi is een eenoogkreeftjessoort uit de familie van de Cyclopidae. De wetenschappelijke naam van de soort is voor het eerst geldig gepubliceerd in 1891 door Brady.